# Rovinița Mică

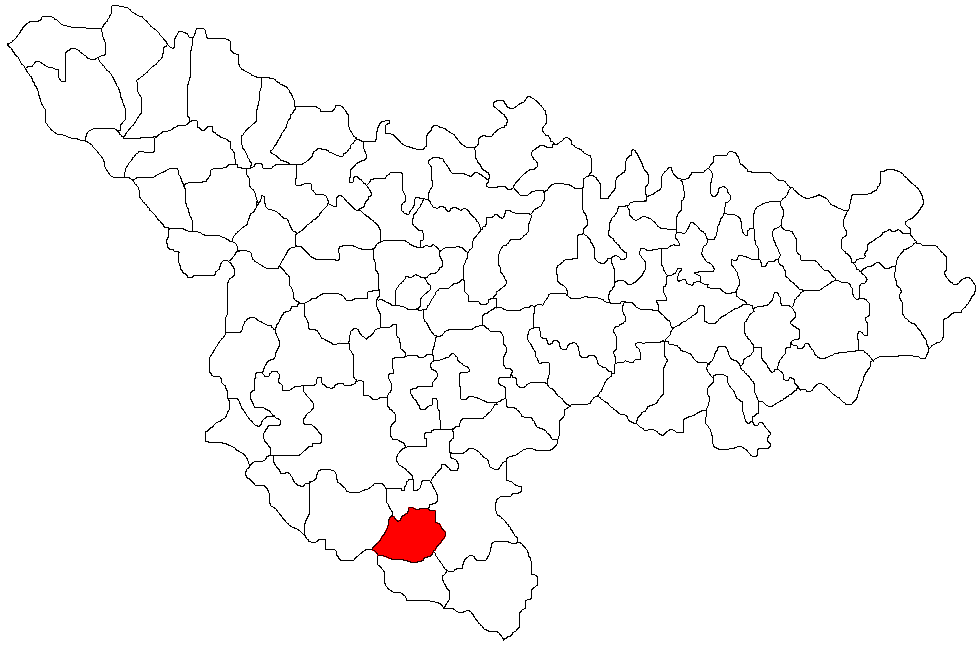
Lage der Gemeinde Denta im Kreis Timiș

Rovinița Mică (bis 1964 Omoru Mic; deutsch Kleinomor auch Klein-Omor, ungarisch Kisomor, serbisch-kyrillisch Малн Ровиница) ist ein Dorf im Kreis Timiș im Banat in Rumänien. Verwaltungsmäßig gehört Rovinița Mică zu Denta.

## Geografische Lage
Rovinița Mică ist ein Dorf im Süden des Kreises Timiș, in unmittelbarer Nähe der Grenze zu Serbien. Der Ort befindet sich 10 Kilometer südöstlich von Denta und 53 Kilometer südlich von der Kreishauptstadt Timișoara, unweit der Nationalstraße DN 59 Timișoara – Stamora/Moravița.

## Nachbarorte
| Rovinița Mare | Sângeorge                                   | Șipet        |
| Denta         | Kompassrose, die auf Nachbargemeinden zeigt | Șemlacu Mare |
| Gaiu Mic      | Dejan                                       | Percosova    |

## Geschichte
Eine erste urkundliche Erwähnung von Omori nagypuszta stammt aus dem Jahr 1895.
Im Laufe der Jahrhunderte traten verschiedene Schreibweisen des Ortsnamens in Erscheinung: Kisomor, 1913 Kisomor, 1916 Gézafalvá, 1921 Omoru Mic, Kisomor, 1925, 1932 Omorul-Mic, 1956 Omoru Mic, 1960 Roviniţa-Mică, 1972 Roviniţa Mică.
Kleinomor wurde 1896 von deutschen Siedlern als so genannte Binnensiedlung gegründet. Die ersten Siedler stammten aus der Gegend um Groß-Betschkerek, größtenteils aus  Kathreinfeld und Klek im serbischen Banat. Für das anzulegende Dorf wurden 154 Hausplätze vermessen.
Später kamen Zuwanderer aus Rudolfsgnad, Lazarfeld, Sartscha, Pardan und Ernsthausen hinzu. Nach 1900 kamen einige Familien aus Großsanktnikolaus.
Am 4. Juni 1920 wurde das Banat infolge des Vertrags von Trianon dreigeteilt. Der größte, östliche Teil, zu dem auch Kleinomor gehörte, fiel an das Königreich Rumänien.
Infolge des Waffen-SS Abkommens vom 12. Mai 1943 zwischen der Antonescu-Regierung und Hitler-Deutschland wurden alle deutschstämmigen wehrpflichtigen Männer in die deutsche Armee eingezogen.
Dafür mussten die Deutschen aus Rumänien nach dem Seitenwechsel Rumäniens am 23. August 1944 büßen.
Noch vor Kriegsende, im Januar 1945, fand die Deportation aller volksdeutschen Frauen zwischen 18 und 30 Jahren und Männer im Alter von 16 bis 45 Jahren zur Aufbauarbeit in die Sowjetunion statt.
Das Bodenreformgesetz vom 23. März 1945, das die Enteignung der deutschen Bauern in Rumänien vorsah, entzog der ländlichen Bevölkerung die Lebensgrundlage. Der enteignete Boden wurde an Kleinbauern, Landarbeiter und Kolonisten aus anderen Landesteilen verteilt. Anfang der 1950er Jahre wurde die Kollektivierung der Landwirtschaft eingeleitet.
Durch das Nationalisierungsgesetz vom 11. Juni 1948, das die Verstaatlichung aller Industrie- und Handelsbetriebe, Banken und Versicherungen vorsah, fand die Enteignung aller Wirtschaftsbetriebe statt.
1921 war Klein-Omor noch Gemeindesitz, 1935 gehörte es zu Denta, 1956 zur Gemeinde Rovinița Mare (deutsch: Groß-Omor), 1966 zur Gemeinde Breștea und seit 1972 gehört es wieder zu Denta.
Rovinița Mică liegt abseits von allen Verkehrswegen; es gab weder eine Bahnstation noch verkehrte bis Anfang der 1970er Jahre ein Bus. Dies war einer der wichtigsten Gründe, die maßgeblich dazu beigetragen haben, dass die Kleinomorer Dorfgemeinschaft zerfallen ist.
Im Juni 2010 standen, außer dem Bethaus, nur noch 4 baufällige Häuser.

## Demografie
Im Jahr 1920 lebten 465 Einwohner in Kleinomor, davon 454 Deutsche. Bei der Volkszählung von 1930 wurden 408 Deutsche mit einem Bevölkerungsanteil von 98 Prozent registriert. Im Jahr 1940 wurden 459 Personen als Deutsche registriert. Bis 1980 verringerte sich die Dorfgemeinschaft auf 51 bewohnte Häuser, zwei Jahre später waren es nur noch 33. Im Sommer 1983 waren noch 22 Häuser bewohnt.
Anders als in anderen deutschen Ortschaften des Banats zogen in  die leer stehenden Häuser keine Rumänen ein, so dass das Dorf dem Verfall preisgegeben war. Bei der Volkszählung von 1992 lebten in Rovinița Mică 14 Personen, davon 8 Ukrainer, 4 Rumänen und 2 Ungarn. 2002 wurden nur noch 4 Ukrainer, 3 Rumänen und 2 Magyaren registriert.